# Július Gombala
Július Gombala (* 9. ledna 1993 v Banské Bystrici) je slovenský fotbalový záložník či obránce, od července 2015 působící v FK Dukla Banská Bystrica. Mimo Slovensko působil v Anglii.

## Klubová kariéra
Svoji fotbalovou kariéru začal v Banské Bystrici, odkud v patnácti letech zamířil do Birminghamu City, který se stal jeho prvním zahraničním angažmá a kde podepsal tzv. školní smlouvu. V roce 2011 se vrátil na Slovensko, konkrétně do Podbrezové. Od roku 2013 působil na hostování v jiných klubech. Nejprve hrál za Ružinou (jaro 2013), následně hostoval v Liptovském Mikuláši a v letech 2013-14 působil na hostování v Kremničce.

### FK Senica
Před sezonou 2014/15 Podbrezovou definitivně opustil a podepsal kontrakt do 30. 6. 2015 s týmem Senica. Ve slovenské nejvyšší soutěži debutoval v ligovém utkání 28. října 2014 proti FC Spartak Trnava (remíza 1:1), když v 82. minutě vystřídal Jakuba Kosorina.

### FK Dukla Banská Bystrica (hostování)
V létě 2015 se vrátil do Banské Bystrice, kam zamířil na hostování.